# Villa d'Este (cabaret)
Pour les articles homonymes, voir Villa d'Este (homonymie).
La Villa d'Este est un cabaret music-hall diner-spectacle parisien, situé au no 4 de la rue Arsène-Houssaye, à deux pas de l'avenue des Champs-Élysées et de la place de l’Étoile. Ce cabaret a eu aussi pour nom le Rio Rita, en 1933-1934, L'Amiral en 1942.

## Historique
Ce cabaret parisien est fondé en 1930 par le baron d'Este (héritier de  l’illustre maison italienne d’Este) pour l’une de ses maîtresses au 4 rue Arsène-Houssaye dans le 8e arrondissement de Paris. Il fut d'abord un thé-dansant et devint un dîner spectacle de renom après la Seconde Guerre mondiale. Il devient, sous le nom de Rio Rita, un des hauts-lieux du jazz à Paris dans les années 1930. De nombreux artistes s'y produisent tels Bill Coleman, Charlie Johnson, John Ferrier et la formation de Freddie Taylor à laquelle Django Reinhardt participe. La danseuse afro-américaine Ruth Virginia Bayton, « la Joséphine Baker de Berlin », s'y produit en 1933-1934. 
La Villa d'Este est ensuite rachetée par Jacques Paoli, qui dirige également le célèbre restaurant de nuit La Caravelle, qui jouxte le cabaret et où se retrouve pour souper le tout Paris de l'époque, tels l'écrivain Guy des Cars, Yves Mourousi, Pierre-Jean Vaillard, Maître Tixier-Vignancourt, le chef d'orchestre Paul Paray, Marcel Amont ou Mouloudji. Avec la disparition de Paoli, le cabaret perd de sa splendeur. Se produisent alors sur la scène, durant des dîners spectacles, des danseurs et danseuses de revue à plumes, paillettes, strass, imitateurs, ventriloques, magiciens, transformistes et French cancan.

## Artistes
De nombreux artistes s'y sont produits, par exemple :
- Georges Brassens ;
- Jacques Brel ;
- Dalida ;
- Jeff Panacloc ;
- Léo Ferré ;
- Pierre Perret ;
- Isabelle Aubret ;
- Philippe Noiret ;
- Charles Aznavour ;
- Georgette Lemaire ;
- Los Machucambos ;
- Pierre-Jean Vaillard ;
- le Golden Gate Quartet ;
- Mouloudji ;
- Jacques Mailhot ;
- Jean Constantin ;
- Jacques Bodoin ;
- René-Louis Baron ;
- Serge Lama ;
- Bill Coleman ;
- Charlie Johnson ;
- John Ferrier ;
- la formation de Freddie Taylor à laquelle Django Reinhardt participa en 1935[2].